# 秀丽长臂虾
秀丽长臂虾（学名：Palaemon modestus）旧称秀丽白虾（学名：Exopalaemon modestus），长臂虾科长臂虾属的一种小型经济虾类，分布于西伯利亚、朝鲜半岛和中国东部地区的河流湖泊中，被引入台灣、北美部分地區水產養殖。

## 形态特征
秀丽长臂虾长约30～50毫米。体色透明，具轻淡的棕色小斑点。

## 经济价值
秀丽长臂虾是中国淡水水域主要的经济虾类，其产量仅次于日本沼虾。在巢湖、太湖等大型水域中资源丰富。